# Diane Bryant
Diane Bryant, née en février 1962, est une femme d'affaires américaine, vice-présidente exécutive et directrice générale chargée des centres de données chez Intel. En 2016, elle est citée comme l'une des « cinquante femmes les plus puissantes selon le magazine Fortune. 

## Biographie

### Enfance et formation
En février 1980, alors qu'elle vient d'avoir dix-huit ans, Diane Bryant se retrouve à la rue alors qu'elle est encore au lycée. Son père, très strict, la chasse de la maison familiale, sous prétexte qu'elle puisse se responsabiliser.
Elle est la première dans sa famille qui poursuit des études supérieures, dans un premier temps à l'American River College, puis à l'Université de Californie à Davis.  Elle obtient un diplôme en génie électrique en 1985. 

### Dirigeante chez Intel

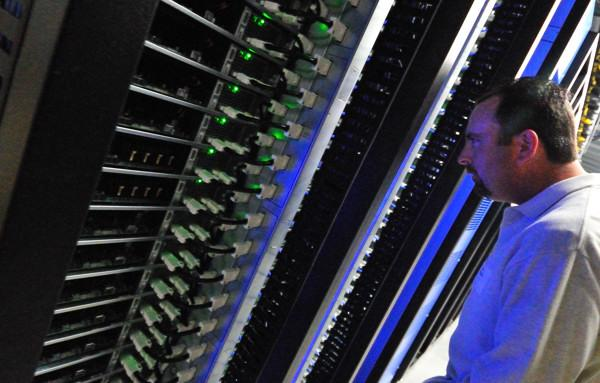
Serveurs Intel dans le centre de données de Facebook dans l'Oregon.

Dès sa sortie de  l’université, Diane Bryant commence à travailler chez Intel. Elle est successivement vice-présidente puis directrice de l'information avant d'être nommée au poste de chef du groupe centre de données. Elle est co-auteur de quatre brevets,. La société Intel est connue pour la fabrication de puces informatiques utilisées dans les ordinateurs personnels. Intel a diversifié ses activités dans la fabrication de puces pour les serveurs informatiques équipant les centres de données.
Le groupe centre de données, que Diane Bryant dirige, connait la plus forte croissance et est la plus rentable au sein d'Intel. En 2015, ce groupe représente 29 % des revenus d'Intel. Il produit des composants utilisés sur les plates-formes serveur de réseau et de stockage. Diane Bryant  est la dirigeante la plus expérimentée chez Intel. En 2015, elle est incluse dans la « liste des cinquante femmes les plus puissantes » publiée par le magazine Fortune.

### Parcours chez Google
En novembre 2017, elle rejoint Google et prend la tête de la division Google Cloud en tant que directrice de l'exploitation.

### Engagée contre les discriminations
Diane Bryant est impliquée dans plusieurs organisations qui soutiennent les femmes et les minorités. Elle a siégé au conseil de l'Institut Anita-Borg pour les femmes et la technologie. Elle est sponsor du réseau Intel du personnel afro-américain. Elle a créé une bourse d'études pour favoriser la diversité à l'Université de Californie à Davis et est responsable de l'éducation dans les STIM chez Intel. 
En 2016, elle reçoit le prix du citoyen global (Global Citizen Award) du Forum de philanthropie globale du World Affairs Councils of America.